# Здание Императорского кабинета
Здание Импера́торского кабине́та (учебный корпус Дворца пионеров) — памятник архитектуры. Расположен в центре Санкт-Петербурга, современный адрес — Невский проспект, 39Б, 39В, набережная реки Фонтанки, 31.

## История
В конце XVIII века участок перед Аничковым дворцом не был застроен и отдавался в аренду под склад лесных материалов. От дворца его отделяла деревянная колоннада, а в центре участка находился бассейн, соединённый каналом с Фонтанкой. В 1803—1805 годах, после перехода участка в собственность Кабинета.
Выдающийся архитектор периода екатерининского классицизма Джакомо Кваренги построил от угла Невского проспекта по набережной Фонтанки два П-образных в плане двухэтажных здания, соединённых друг с другом со стороны реки открытой колоннадой с попарно сгруппированными колоннами.
Изначально предполагалось, что в зданиях будут находиться жилые и торговые помещения (весь угловой корпус был торговым, корпус по набережной — частично жилым). Кваренги необычным образом соединил ионические колонны с дорическим антаблементом. Фронтально протяжённая колоннада со стороны набережной Фонтанки в центральной части прерывается сквозным проездом с глубокой перспективой в сторону Аничкова дворца (ранее, в петровское время, там располагался «гаванец»). Ближайшие прототипы колоннады Аничкова дворца известны в итальянской архитектуре. Кваренги в 1803—1806 годах разработал два проектных варианта колоннады «Торговых рядов у Аничкова дворца»: с тремя проездными арками и с архитравным (горизонтальным) перекрытием. реализован был второй вариант.
В 1809—1811 годах архитектор Луиджи Руска пристроил с западной стороны два флигеля (Новый дом кабинета) и приспособил здание для Кабинета Его Императорского Величества (также, вероятно, он же построил ограду с воротами между зданием Кабинета и Аничковым дворцом). В 1885—1886 годах по проекту Н. А. Шильдкнехта была заложена выходившая на Невский проспект аркада первого этажа.
На вид здания повлияла постройка Аничкового моста: окружающую местность пришлось насыпать, приподнять, и здание будто бы немного ушло в землю.
В 1936—1937 годах, после того как комплекс зданий Аничкова дворца был передан под Ленинградский Дворец пионеров, архитекторы А. И. Гегелло и Д. Л. Кричевский пристроили к бывшему зданию Кабинета симметричные корпуса, повторяющие ранее существовавшие фасады, оформив внутренний проезд. Реконструкция проводилась согласно изначальному чертежу Кваренги: был изменён цвет здания, на крыше был установлен парапет из балясин, над колоннадой основного входа во дворец планировалось поставить скульптуры (на советскую тематику, но с соблюдением характера здания; эта часть проекта не была реализована). Входы в корпуса были перенесены с набережной во двор, за колоннадой главного проезда. Позднейшие пристройки одноэтажных дворовых корпусов были выравнены под один карниз с возведением колоннады из трёхчетвертных колонн, подобных использованным на внешних фасадах.
В 1915—1916 годах А. Я. Белобородов создал в здании парадный зал в стиле неоклассицизма.
С 1918 году в доме размещался Отдел коммунальной и социальной гигиены и библиотека Музея города. В 1936 году здания были отведены под техническую станцию и сектор художественного воспитания детей.

## Галерея

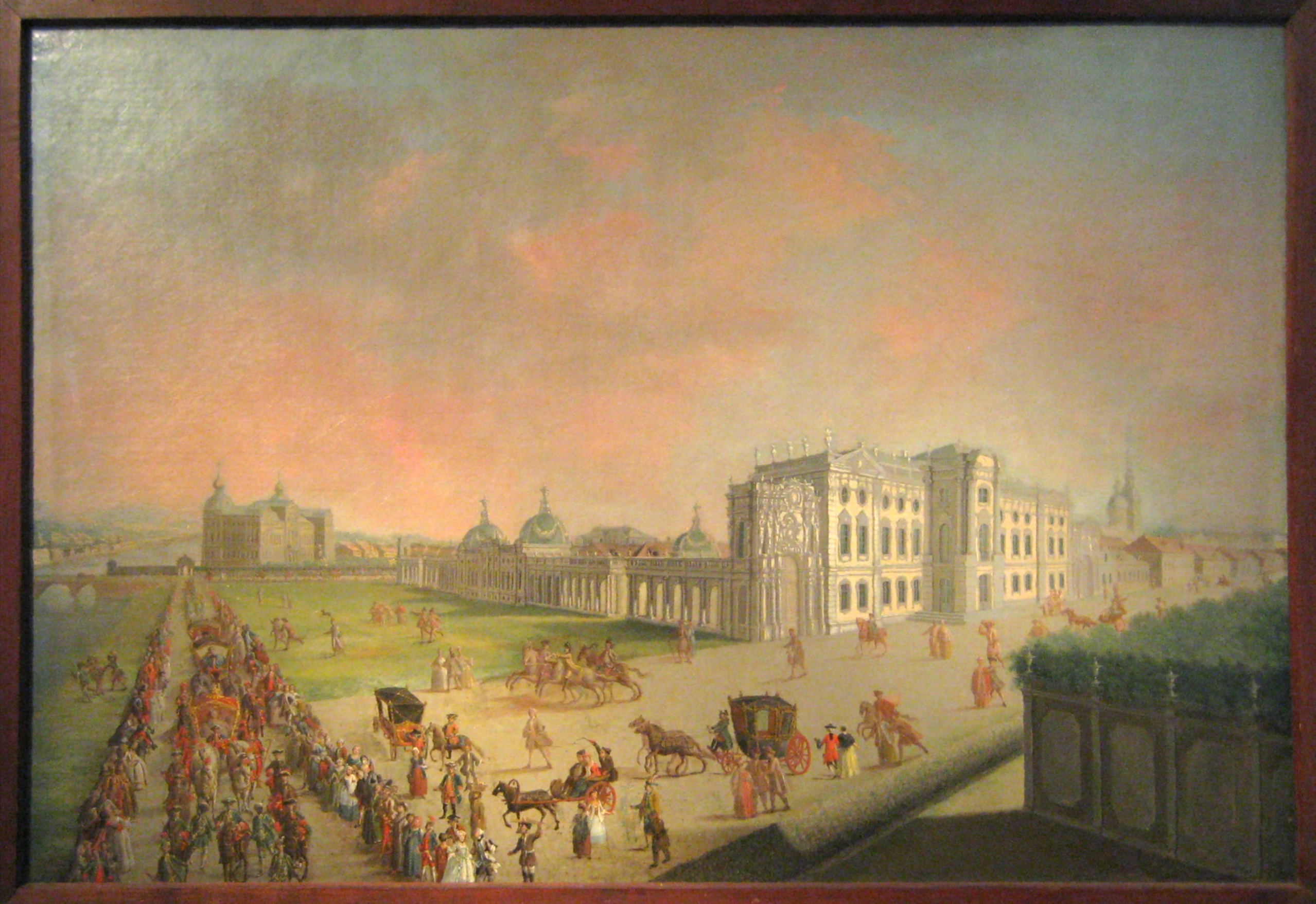
Неизвестный художник. Выезд императрицы Елизаветы Петровны из Аничкова дворца. 1750-е. Акварель. Музеё Усадьбы Кусково
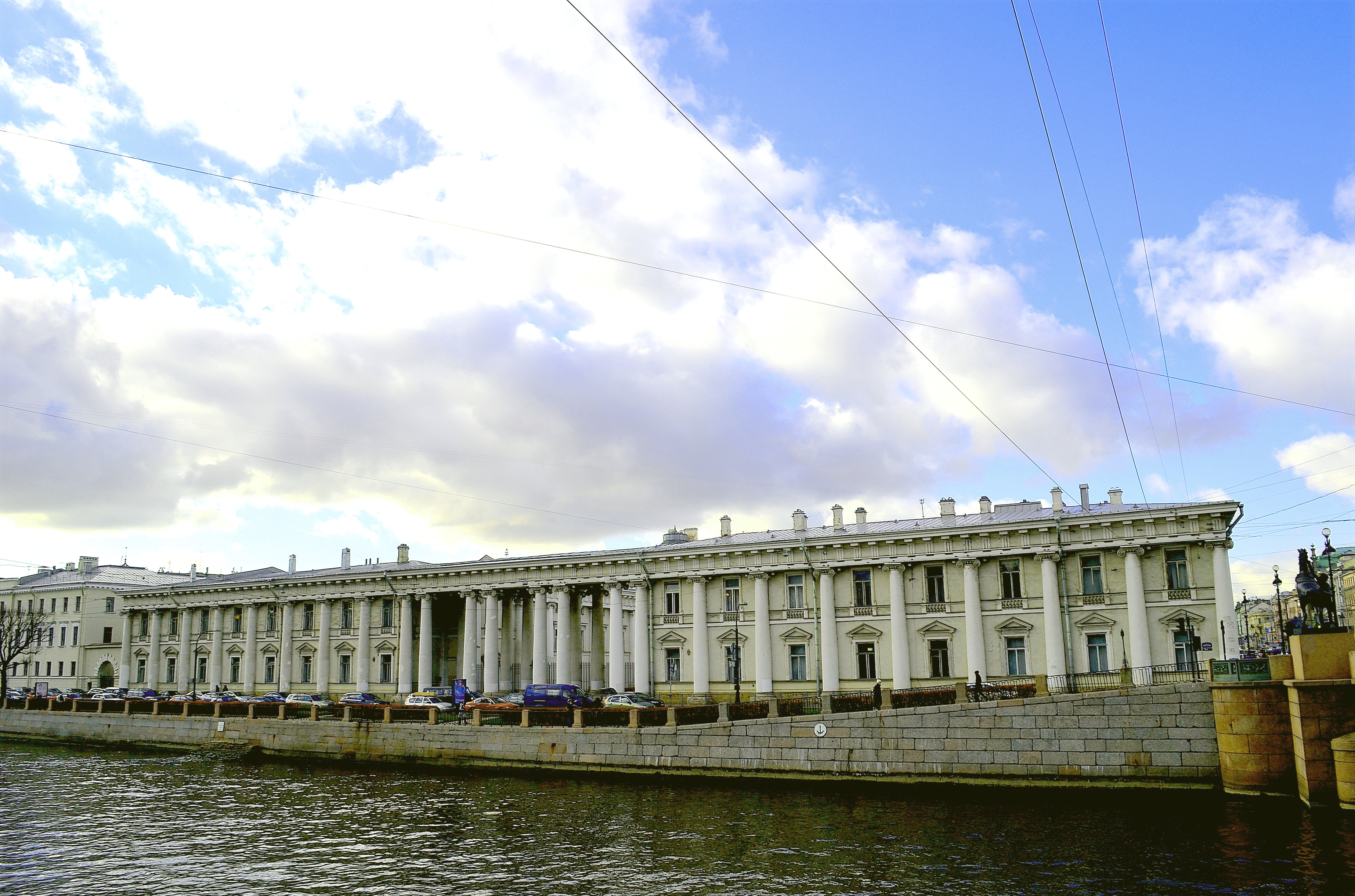
Современный вид бывших Торговых рядов. Восточный фасад
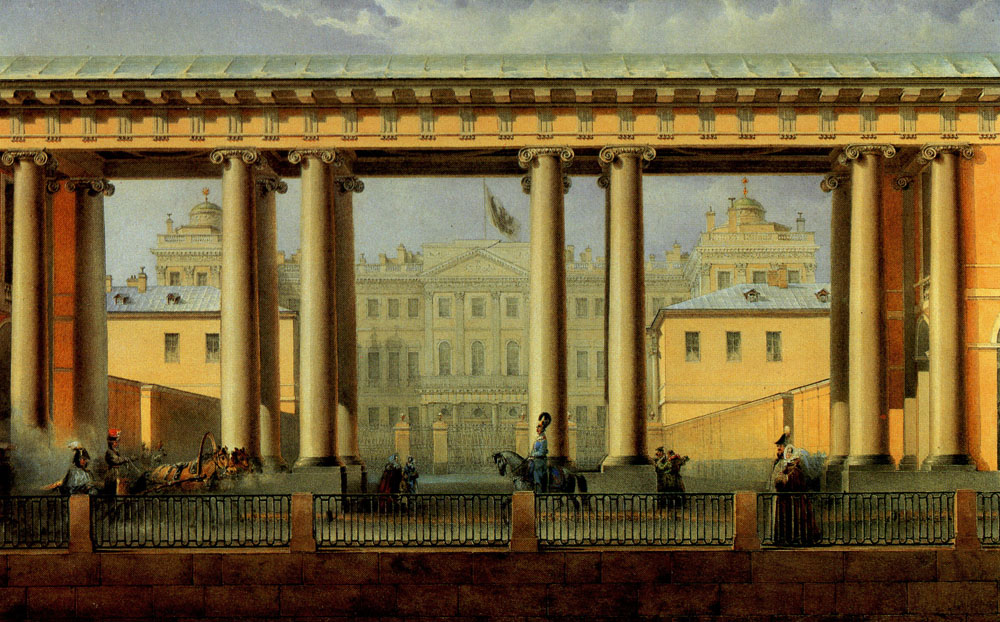
В. С. Садовников. Вид Аничкова дворца с Фонтанки. 1838. Акварель
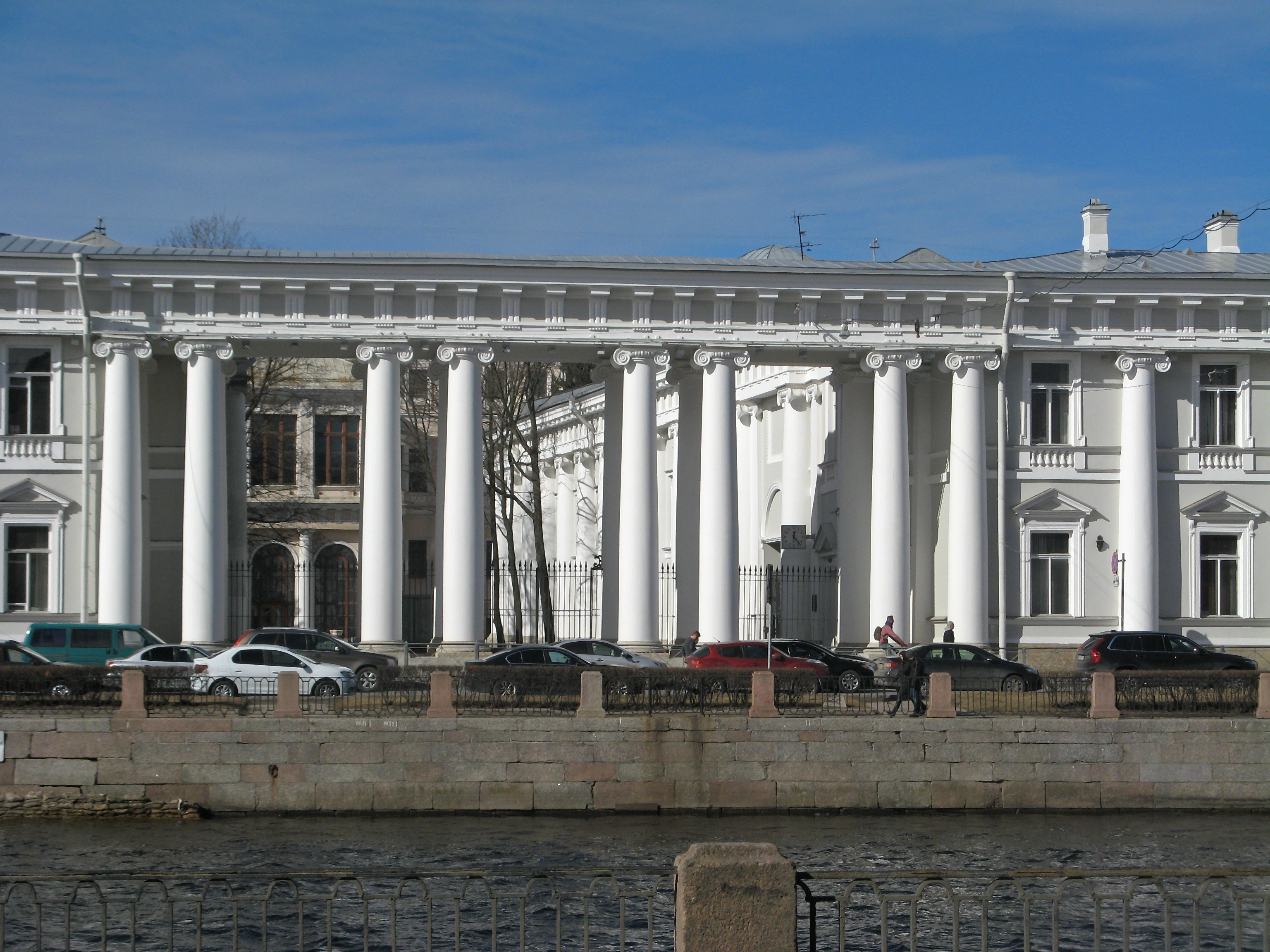
Центральная часть колоннады. Проезд со стороны реки Фонтанки
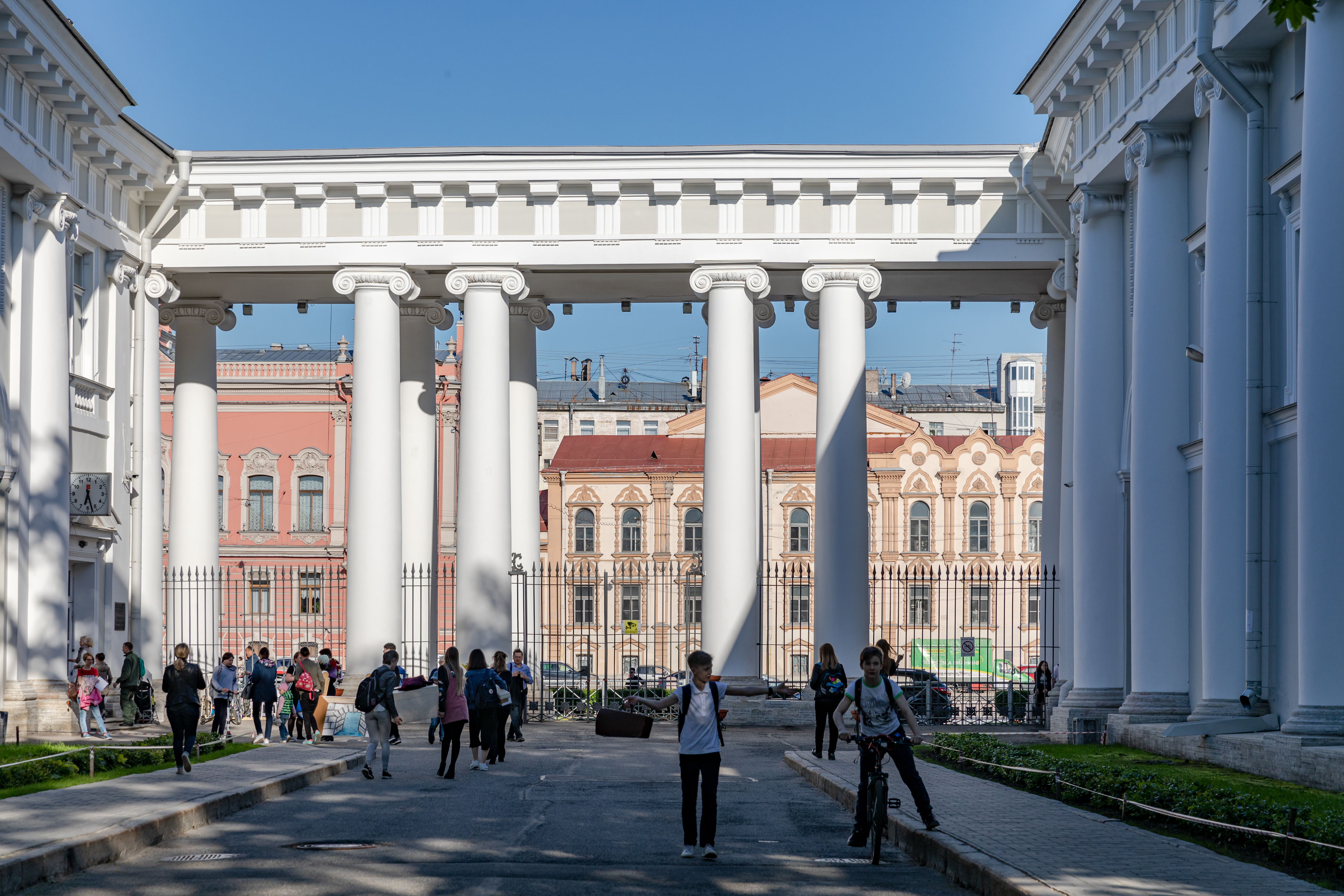
Вид от дворца в сторону Фонтанки
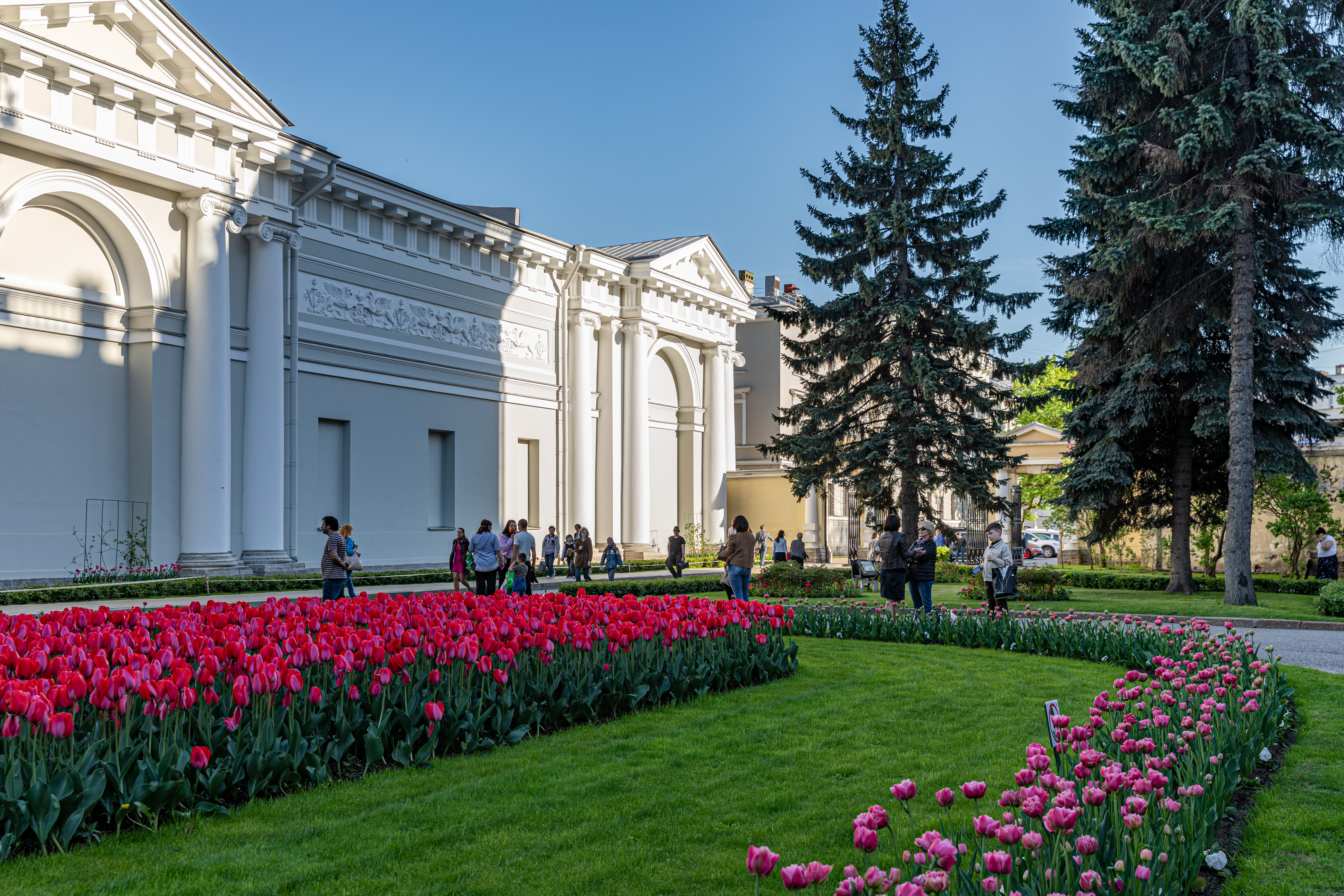
Корпуса А. И. Гегелло и Д. Л. Кричевского. Западный фасад